# 福井県道35号久坂中ノ畑小浜線
福井県道35号久坂中ノ畑小浜線（ふくいけんどう35ごう ひささかなかのはたおばません）は、福井県大飯郡おおい町から小浜市に至る県道（主要地方道）である。

## 概要
大飯郡おおい町名田庄久坂と小浜市遠敷を結び、境界付近は未供用区間となっている。この区間に対する迂回路としては福井県が林道若狭遠敷線（おおい町名田庄木谷 - 小浜市下根来、19.6 km）を整備中で、2026年（令和8年）度の全通目標としている。
小浜市中ノ畑付近から上根来方面に進み、滋賀県境のおにゅう峠へ向かう林道上根来線が分岐する。終点から林道へ向かう道はおにゅう峠で林道小入谷線に接続し、鯖街道の一つで朽木、久多、花脊峠を経て京都に至る針畑越えに沿う。

### 路線データ
- 起点：大飯郡おおい町名田庄久坂（国道162号交点）
- 終点：小浜市遠敷（東小浜駅入口交差点、国道27号・福井県道146号東小浜停車場線交点）

## 歴史
- 1993年（平成5年）5月11日 - 建設省から、県道久坂中ノ畑小浜線が久坂中ノ畑小浜線として主要地方道に指定される[1]。

## 地理

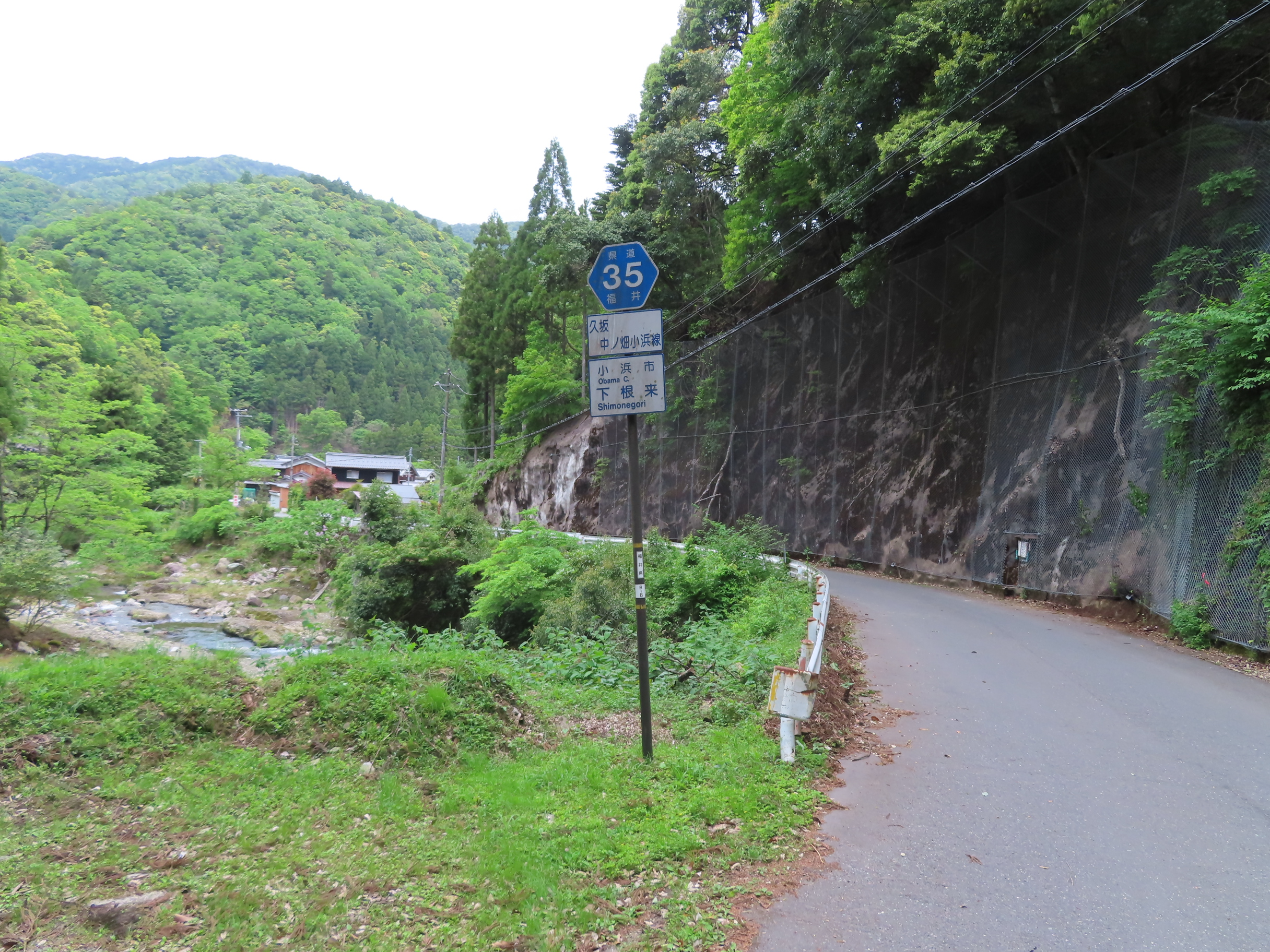
小浜市下根来。左に流れる川は遠敷川。2023年5月撮影。

### 通過する自治体
- 大飯郡
  - おおい町
- 小浜市

### 交差する道路
- 国道162号（大飯郡おおい町名田庄久坂、起点）
- 若狭西部広域農道（若狭西街道）（小浜市神宮寺）
- 国道27号・福井県道146号東小浜停車場線（小浜市遠敷・東小浜駅口交差点、終点）